# Encyclopedie van de Vlaamse Beweging
De (Nieuwe) Encyclopedie van de Vlaamse Beweging is een encyclopedisch naslagwerk dat de Vlaamse Beweging beschrijft aan de hand van relevante (Vlaamse en niet-Vlaamse) personen, gebeurtenissen, publicaties, organisaties, mythen enzovoort. 

## Encyclopedie van de Vlaamse Beweging
De ruim 2000 pagina’s tellende eerste gedrukte editie verscheen in 1975 bij Uitgeverij Terra-Lannoo te Tielt en draagt als jaaraanduiding 1973-1975. Ze werd werd gefinancierd door het Noordstarfonds, de culturele stichting van de Vlaamsgezinde verzekeringsmaatschappij Noordstar. Onder de ongeveer 420 auteurs bevonden zich zowel  professionele historici aan als actoren van de beweging.

## Nieuwe Encyclopedie van de Vlaamse Beweging
De kritiek op de soms weinig onpartijdig opgestelde informatie, hiaten in de informatie en een onduidelijke afbakening van het werkveld waren er de oorzaak van dat de tweede editie die in 1998 werd gepubliceerd als Nieuwe Encyclopedie van de Vlaamse Beweging. Deze editie bestond uit drie boekdelen en besloeg meer dan 3000 bladzijden en bevatte het dubbele aan overzichtsartikelen. Onder de 580 auteurs waren jonge professionele historici in de meerderheid. De nieuwe editie kwam er onder impuls van toenmalig Vlaams minister van onderwijs Luc van den Bossche die zorgde voor 22 miljoen Belgische Frank aan overheidssubsidie.
In 2001 verscheen er een bijgewerkte online editie, die ook beschikbaar was op cd-rom. 
In 2018 werd een uitgebreide geactualiseerde versie online gezet als eerste stap in de ontwikkeling van een volledig herwerkte encyclopedie. De lemma's worden verzorgd door universitaire onderzoekers. De auteurs staan telkens onderaan, maar er is geen updategeschiedenis voorzien.

## Digitale encyclopedie van de Vlaamse Beweging
Op 29 januari 2024 werd de derde en digitale editie van de Encyclopedie van de Vlaamse Beweging (DEVB) voorgesteld in het Vlaams Parlement. Deze digitale encyclopedie wil wetenschappelijke kennis over de Vlaamse beweging op een vernieuwende manier toegankelijk maken voor een breed publiek. Met een virtueel platform bestaande uit duizenden lemma’s, afbeeldingen en objecten wil de DEVB het vertrekpunt zijn voor kennis over de Vlaamse beweging, het Vlaams-nationalisme en het nationalisme in Vlaanderen.
Naast de uitgebreide digitale versie, werd ook een synthese op papier gepubliceerd door Uitgeverij Lannoo:Encyclopedie van de Vlaamse beweging - De synthese.
Deze editie kwam tot stand onder leiding van het  archief voor nationale bewegingen (ADVN) met financiële steun van de Vlaamse overheid. Meer dan 400 auteurs, reviewers, adviseurs en redacteurs werkten mee. Anders dan de twee vorige edities staat de Encyclopedie volledig online en is die vrij toegankelijk. Een selectie van de overzichtsartikelen werd door Lannoo in boekvorm gepresenteerd als Encyclopedie van de Vlaamse beweging, De synthese.